# Maria Cumani Quasimodo
Maria Clementina Cumani, coniugata Quasimodo (Milano, 20 maggio 1908 – Milano, 22 novembre 1995), è stata un'attrice, danzatrice e poetessa italiana.

## Biografia
Danzatrice attiva dalla metà degli anni trenta, fu allieva di Jia Ruskaja. Autrice di proprie coreografie originali, decise molto presto di danzare interpretando solo composizioni di sua creazione.
Decisivo per la sua esistenza fu l'incontro, nel giugno del 1936, con il poeta Salvatore Quasimodo, il quale si innamorò tanto della sua elegante bellezza quanto del suo vivace ingegno artistico. Da lui ebbe un figlio, Alessandro. Dopo travagliate ed alterne vicende, la Cumani convolò a nozze con il poeta nel 1948. Maria Cumani fu essenzialmente la Musa del poeta, e soprattutto una preziosa collaboratrice: avrebbe aiutato Quasimodo nella traduzione dei Lirici greci ma soprattutto in quella delle poesie di Neruda. Dopo una complessa e tormentosa vita matrimoniale, i due si separarono legalmente nel 1960. Il figlio Alessandro, allora ventunenne, venne affidato a lei.
Fu molto attiva anche come attrice cinematografica. Partecipò a pellicole come Giulietta degli spiriti (1965), di Federico Fellini, Medea (1969), di Pier Paolo Pasolini, L'inquilina del piano di sopra (1977) di Ferdinando Baldi, e ad altri importanti film diretti da registi come Lina Wertmüller, i fratelli Taviani e Roberto Rossellini. Nonostante fosse separata da lungo tempo dal marito, usò in molti casi il cognome Quasimodo.
Nel 1981 uscì un suo saggio critico sulla danza, seguito da una raccolta di poesie Improvviso un vento (Rari Nantes editore). Dopo una lunga pausa artistica, in cui si dedicò all'insegnamento, la Cumani tornò a danzare: nel 1986 fu prima danzatrice nell'opera Fedora di Umberto Giordano, messa in scena da Giancarlo Cobelli al Teatro Filarmonico di Verona.
Nel 1995, pochi mesi prima della sua scomparsa, uscì edito da Spirali un volume che raccoglie pagine di diario, lettere dirette a Quasimodo e poesie della Cumani con il titolo L'arte del silenzio. La danza. La poesia. L'immagine. Infine nel 2003, grazie al figlio Alessandro, uscì postuma, presso l'editore Nicolodi, una sua raccolta di poesie, dal titolo O forse tutto non è stato.

## Filmografia
- Frenesia dell'estate, regia di Luigi Zampa (1964)
- Giulietta degli spiriti, regia di Federico Fellini (1965)
- Scusi, lei è favorevole o contrario?, regia di Alberto Sordi (1966)
- Play Boy, regia di Enzo Battaglia (1967)
- I sovversivi, regia di Paolo e Vittorio Taviani (1967)
- La notte è fatta per... rubare, regia di Giorgio Capitani (1968)
- Io non perdono... uccido, regia di Joaquín Luis Romero Marchent (1968)
- Galileo, regia di Liliana Cavani (1968)
- Atti degli apostoli miniserie TV, 1 episodio (1969)
- Medea, regia di Pier Paolo Pasolini (1969)
- Veruschka, poesia di una donna, regia di Franco Rubartelli (1971)
- Tutti i colori del buio, regia di Sergio Martino (1972)
- Colpiscono senza pietà, regia di Mike Hodges (1972)
- Le monache di Sant'Arcangelo, regia di Domenico Paolella (1973)
- Bella, ricca, lieve difetto fisico, cerca anima gemella, regia di Nando Cicero (1973)
- Cuore, regia di Romano Scavolini (1973)
- Tutto a posto e niente in ordine, regia di Lina Wertmüller (1974)
- Prigione di donne, regia di Brunello Rondi (1974)
- 5 donne per l'assassino, regia di Stelvio Massi (1974)
- Porgi l'altra guancia, regia di Franco Rossi (1975)
- Il tempo dell'inizio, regia di Luigi Di Gianni (1974)
- Baby Sitter - Un maledetto pasticcio, regia di René Clément (1975)
- Interno di un convento, regia di Walerian Borowczyk (1978)
- L'inquilina del piano di sopra, regia di Ferdinando Baldi (1978)
- Caligola, regia di Tinto Brass (1979)
- Con gli occhi dell'occidente - miniserie TV, 1 episodio (1979)
- Dance music, regia di Vittorio De Sisti (1984)
- She, regia di Avi Nesher (1984)
- Teresa, regia di Dino Risi (1987)
- Nosferatu a Venezia, regia di Augusto Caminito (1988)
- La casa del sortilegio - film TV (1989)
- Aquero, regia di Elisabetta Valgiusti (1994)

## Doppiatrici
- Franca Dominici in Le monache di Sant'Arcangelo